# 格蘭維爾鎮區 (內布拉斯加州普拉特縣)
格蘭維爾鎮區（英語：Granville Township）是位於美國內布拉斯加州普拉特縣的一個行政鎮區。

## 地方資料
格蘭維爾鎮區的面積為92.38平方千米，皆為陸地。根據2020年美國人口普查的數據，當地共有人口949人，而人口密度為每平方千米10.27人。